# Fångad av en stormvind
A Fångad av en stormvind (magyarul: Egy szélvihar rabságában) című dal volt az 1991-es Eurovíziós Dalfesztivál győztes dala, melyet a svéd Carola Häggkvist adott elő svéd nyelven. Az énekesnő már 1983-ban is részt vett a versenyen, akkor a harmadik helyen végzett.

## Az Eurovíziós Dalfesztivál
A dal a március 31-én rendezett svéd nemzeti döntőn nyerte el az indulás jogát.
A dal gyors tempójú, melyben az énekesnő a szerelem érzését egy szélviharhoz hasonlítja. Ennek megfelelően az előadás során egy szélgépet alkalmaztak.
A május 4-én rendezett döntőben a fellépési sorrendben nyolcadikként adták elő, a luxemburgi Sarah Bray Un Baiser Volé című dala után, és a francia Amina C'est le dernier qui a parlé qui a raison című dala előtt. A szavazás során száznegyvenhat pontot szerzett, mely Franciaországgal holtversenyben az első helyet érte a huszonkét fős mezőnyben. 1969 óta először fordult elő holtverseny az élen. Akkor még nem vonatkoztak szabályok ilyen esetre, de ekkor már igen, és a szabályok értelmében Svédországot hirdették ki győztesnek. Ez volt Svédország harmadik győzelme.
A következő svéd induló Christer Björkman I Morgon Är En Annan Dag című dala volt az 1992-es Eurovíziós Dalfesztiválon.
A következő győztes az ír Linda Martin Why Me? című dala volt.

### Kapott pontok
|                                              | Zsűrik |     |     |     |     |     |     |     |     |     |     |     |     |     |     |     |     |     |     |     |     |   |
| YUG                                          | ICE    | MLT | GRE | SUI | AUT | LUX | SWE | FRA | TUR | IRE | POR | DEN | NOR | ISR | FIN | GER | BEL | ESP | GBR | CYP | ITA |   |
| Pontok                                       | 6      | 12  | 0   | 0   | 10  | 10  | 7   |     | 0   | 6   | 3   | 10  | 12  | 8   | 10  | 8   | 12  | 10  | 4   | 12  | 6   | 0 |
| A tábla a fellépés sorrendjében van rendezve |        |     |     |     |     |     |     |     |     |     |     |     |     |     |     |     |     |     |     |     |     |   |

## Slágerlistás helyezések
| Slágerlisták (1991) | Lh.* |
| ------------------- | ---- |
| Ausztria            | 22   |
| Belgium             | 15   |
| Hollandia           | 65   |
| Norvégia            | 6    |
| Svédország          | 3    |

*Lh. = Legjobb helyezés.